# Агафонова, Любовь Леонидовна
Любовь Агафонова (род. 13 декабря 1973, Москва) — российский искусствовед, куратор, публицист, основательница и владелица арт-галереи «Веллум», коллекционер русского искусства, советник директора музея Дома русского зарубежья им. Александра Солженицына . Почетный академик РАХ.

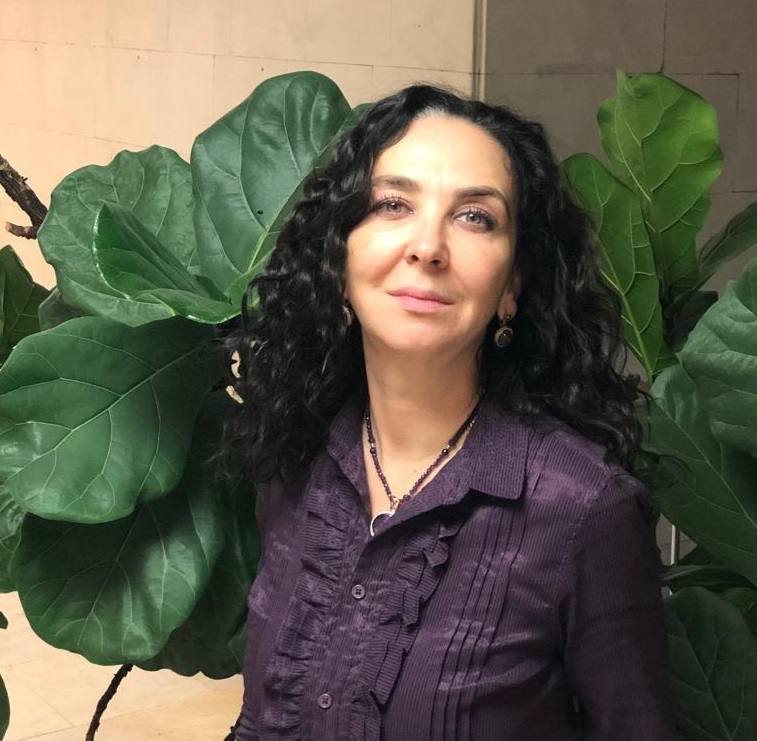
Любовь Агафонова

## Деятельность
В 2001 году окончила Университет истории культур, по специальности искусствоведение, преподавала в школе мировую художественную культуру. На рубеже 2000-х ушла в арт-бизнес. В 2000 году основала галерею «Веллум» (ранее галерея располагалась на Пречистенке, теперь в Гостином дворе). Эксперт Международной конфедерации антикваров и арт-дилеров (МКААД), член АИС.С 2022 года является советником директора музея Дома русского зарубежья им. Александра Солженицына и проводит там выставочные проекты.

### Проекты
В качестве искусствоведа Агафонова занимается возвращением забытых имен. Одним из «открытых» ею авторов является Абрам Моносзон, Илья Львович Кац, Борис Алексеевич Смирнов-Русецкий, Илья Табенкин, Александра Коновалова, Арон Люмкис. Среди выставляемых ею малоизвестных авторов — Алексей Арцыбушев.
За двадцать пять лет работы в качестве куратора организовала более ста выставочных проектов, в том числе в сотрудничестве с российскими музеями. Провела выездные проекты — выставки Георгия Нисского в Российской академии художеств и Ильи Табенкина в Московском музее современного искусства (2019), в Государственном литературном музее, выставка Абрама Моносзона в Музее Востока; в Петербурге — выставка Николая Шестопалова в ГРМ, а также в регионах — в Муроме, Владимире, Торжке, Переславле, Липецке. В числе региональных проектов — выставка Константина Коровина в Севастополе (2021), выставка галереи «Сирин» в Суздале (2021), Ильи Каца в Суздале (2020), Дмитрия Шагина «Смотри в небо — увидишь небо; смотри вдаль — увидишь даль» в Херсонесе (2019).
Оказывает поддержку в формировании коллекций музеев, ряд произведений русского искусства первой половины XX века были переданы в собрания Государственного Русского музея, Государственного  Литературного музея, Московского музея современного искусства, Музея-усадьбы Л.Н.Толстого  «Ясная Поляна», Музея «Ростовский Кремль», Муромского историко-художественного музея, Переславского музея-заповедника, музея «Бутовского полигона» и др. Книги, подготовленные в  рамках издательской программы галереи «Веллум» передаются в музейные библиотеки.
С 2022 года Любовь Агафонова проводит крупный многочастный проект «Изменившие мир»: выставки, книги, документальные фильмы о деятелях искусства России в XX веке изменивших культуру Европы и Азии. Проект был презентован и отмечен на ПЭФ, Арт-Тавриде, ВЭФ. В декабре 2022г. в Доме русского зарубежья прошла первая выставка в рамках этого проекта. Она была посвящена великому русскому художнику Константину Коровину, создателю московской художественной школы, повлиявшему на развитие мировых художественных процессов всего XX века, и воспитавшему звездную плеяду русских художников. В рамках проекта была издана книга Л. Агафоновой «Коровин и его круг. Москва–Париж», а в 2023 году вышел фильм «Константин Коровин. Портрет любимых друзей». Разговор о значении и влиянии русских меценатов и деятелей искусства рубежа XIX–XX веков на мировые художественные процессы был продолжен выставкой и книгой – исследованием Любови Агафоновой «Николай Рябушинский: “Голубая роза” и “Золотое руно”» (2023) – о выдающейся личности Николая Рябушинского: русского мецената, коллекционера, издателя, организатора художественных выставок, художника. Продолжением многоступенчатого проекта стала третья выставка и книга искусствоведа Л.Агафоновой о художниках русского авангарда, создателях целой художественной школы XX века в советском Туркестане: «Прикоснувшиеся к Солнцу. В поисках стиля: авангард и реализм в среднеазиатском искусстве. 1920–1960-е годы». Все три экспозиции куратор Л.Л. Агафонова принципиально составляет из ранее не экспонирующихся коллекций музеев и частных собраний. В проекте участвуют как государственные музеи, так и частные коллекционеры.
Список избранных выставок:
- «Сергей Эйзенштейн. Контуры замысла». Ко дню рождения великого режиссера и 80-летию создания исторической киноэпопеи «Иван Грозный». 2025. Галерея Веллум в Гостином дворе. Москва[15][16]
- «Алексей Гинтовт. Москва-центр». 2024. Галерея Веллум в Гостином дворе. Москва[17]
- «Юло Соостер. К 100-летию московского сюрреалиста». 2024. Галерея Веллум в Гостином дворе. Москва[18][19][20]
- Выставка «Другое искусство». 2024. Новый музей современного искусства Аслана Чехоева. Санкт-Петербург
- «Пальто Михаила Рогинского». 2024. Галерея Веллум в Гостином дворе. Москва[21][22]
- «Ars Sacra nova. От мифа к символу». 2024. Музей русского зарубежья имени Александра Солженицына. Москва[23][24][25]
- «Прикоснувшиеся к Солнцу. В поисках стиля: авангард и реализм в среднеазиатском искусстве. 1920–1960-е годы». 2023/2024. Москва, Музей русского зарубежья имени Александра Солженицына[26][27]
- «Ранний Нисский. Графика 1920-1930-х годов». 2023. Галерея Веллум в Гостином дворе. Москва[28]
- «ARS SACRA NOVA. Религия и символы в искусстве шестидесятников». 2023. Галерея Веллум в Гостином дворе. Москва[29]
- «От Розы к Лучу. Николай Рябушинский: “Голубая роза” и “Золотое руно”. Истоки и продолжение». 2023. Музей русского зарубежья имени Александра Солженицына. Москва[30][31][32]
- «Алексей Кравченко. В окно потаенно глядящие». 2023. Галерея Веллум в Гостином дворе. Москва[33][34]
- «Константин Коровин и его круг. Москва–Париж». 2022/2023. Музей русского зарубежья имени Александра Солженицына. Москва[35][36][37][38]
- Выставка «Анатолий Зверев. И люди, и звери». 2022. Владимиро-Суздальский музей-заповедник
- «Мария Плавинская. Из-под птичьего крыла». 2022. Галерея Веллум в Гостином дворе. Москва
- «Сады искусств. Метаморфозы». Музей-усадьба «Архангельское». Московская область
- «ARS SACRA NOVA. Мистическая живопись и графика художников-нонконформистов». 2022. Выставочное пространство Малого зала Московской государственной консерватории им. П.И.Чайковского. Совместно с Музеем AZ. Москва
- Выставка Николая Шестопалова «Грезы русского поместья». 2022. Владимирский областной Центр изобразительного искусства
- Выставка «Двойные отражения» к 85-летию Дмитрия Плавинского. 2022. Галерея Веллум в Гостином дворе. Москва
- «Александр Альтман. Романтика предместий. Русский пейзаж Парижской школы». 2022. Музей русского зарубежья имени Александра Солженицына. Москва
- «Константин Коровин и его ученики». К 160-летию К.А.Коровина. 2022. Новый Манеж. Москва
- «Константин Коровин: его ученики и крымские друзья». 2021. «Арт-Таврида». Судак. Крым
- «Анатолий Зверев. Старухи и сосны». Выставка живописи к 90-летию со дня рождения. 2021. Галерея We Art. Поселок Николина гора, Московская область
- «К.И. Горбатов. Линия жизни». 2021. Музейно-выставочный комплекс «Новый Иерусалим»
- «Другой Стерлигов». 2021. Галерея Веллум в Гостином дворе. Москва
- «Филипп Малявин. Графика из частных собраний». 2021. Москва. Галерея Веллум в Гостином дворе
- «Дневники на кухне. Выставка художников "второго авангарда". Петр Беленок, Михаил Гробман, Игорь Ворошилов, Эрнст Неизвестный, Владимир Яковлев».2021. Галерея Веллум в Гостином дворе. Москва
- «Анатолий Зверев. Старухи и сосны». Выставка живописи к 90-летию со дня рождения. 2021. Галерея We Art. Поселок Николина гора, Московская область
- «Александра Коновалова. Акварели Серебряного века». 2021. Тарусская картинная галерея
- «Илья Репин – учитель». 2020. Галерея Веллум в Гостином дворе. Москва
- «Русский стиль – l’art de vivre». 2020. Галерея Веллум в Гостином дворе. Москва
- «Илья Кац. Живопись 1930х – 1970х». 2020. Галерея Веллум в Гостином дворе. Москва
- «Константин Коровин. Учитель и ученики». 2020. Галерея Веллум в Гостином дворе. Москва
- «Илья Табенкин. Живопись». 2019/2020. Российская академия художеств. Москва
- «Алексей Арцыбушев. Графика и живопись». 2019. Галерея Веллум в Гостином дворе. Москва
- «Владимир Яковлев. Портрет ветра». К 85-летию со дня рождения Владимира Яковлева (1934–1998), легендарной фигуры советского неофициального искусства. 2019. Галерея Веллум в Гостином дворе. Москва
- «Смотри в небо — увидишь небо; смотри вдаль — увидишь даль». Дмитрий Шагин. Живопись. 2019. Государственный историко-археологический музей-заповедник «Херсонес Таврический». Крым
- «Александра Коновалова. Возвращение. Акварели Серебряного века». 2019. Культурно-выставочный центр Переславского музея-заповедника
- «Николай Рябушинский. Золотое руно». К 110-летию завершения выпуска журнала «Золотое руно» (1906–1909). 2019. Москва, галерея «Веллум» в Гостином дворе
- «Алексей Паустовский. На пороге райского сада». 2019. Библиотека искусств им. А.П. Боголюбова. Москва
- «Немецкая оккупация. Взгляд переживших». Меер Аксельрод и Абрам Моносзон. К 75-летию подвига Александра Печерского в лагере Собибор. 2019. Музей Академии художеств. Санкт-Петербург
- «Анатолий Зверев. Живопись. Графика». 2019. Новый музей Аслана Чехоева. Санкт-Петербург
- «Алексей Щусев: наброски будущего». 2018. «Артефакт». Москва
- «Борис Смирнов-Русецкий. Идущий». 2018. «Центр Искусств. Москва»
- «Илья Кац. Рождённый морем». 2018. Государственный историко-археологический музей-заповедник «Херсонес Таврический». Крым
- «Своя античность». Персональная выставка скульптора Григория Златогорова. 2018. выставочный зал «Русская икона». Москва
- «Ефим Честняков и Дмитрий Шагин: русские примитивисты путями Льва Толстого пятьдесят и сто лет спустя». Музей-усадьба Л.Н. Толстого Ясная Поляна. Тульская область
- «Юло Соостер. Линия сюрреализма». 2018. «Артефакт». Москва
- «И свет на сцену / Петр Вильямс и Александра Коновалова». 2017/2018. Музей АРТ4. Москва
- «Александр Бубнов. Миф». 2017. Государственный литературный музей. Москва
- «Георгий Нисский и Илья Кац. Два капитана. Живопись и графика 1920-е — 1960-е гг.». 2017. Российская академия художеств. Москва
- «Отражение. Графика и живопись русского символизма». 2017. Библиотека искусств им. А.П. Боголюбова. Москва
- «Коровин и ученики». Выставка к 155-летию К.А.Коровина. 2016. Библиотека искусств им. А.П. Боголюбова. Москва
- «Александра Коновалова. Возвращение. Акварели Серебряного века». 2016. Российская академия художеств. Москва
- «Николай Шестопалов. Живопись и графика ученика И.Е. Репина». 2016. Государственный Русский музей. Строгановский дворец. Санкт-Петербург
- «Илья Табенкин (1914—1988). Живопись, графика». 2016. Рязанский государственный областной художественный музей им. И.П. Пожалостина
- «Татьяна Маврина. Вот ты какое Подмосковье. Подмосковные рисунки Татьяны Мавриной». Галерея Веллум в Доме Остроухова. 2015. Государственный Литературный музей. Москва
- «Абрам Моносзон. Живопись. Графика. К 100-летию со дня рождения». 2014. Государственный Музей Востока. Москва
- «Илья Табенкин. К 100-летию со Дня рождения». Книга «Илья Табенкин. Мысли художника. Свидетельства родных. Воспоминания современников». 2014. Mосковский музей современного искусства. Москва
- «Что за прелесть эти сказки!..» Русские сказки в произведениях художников книги. 2013. ЦДХ. Москва
- «Блуждающие звезды. Сны Иосифа Островского». 2013. Москва, ЦДХ
- «Лето. Море. Капитаны. Илья Кац. Живопись 1950-1960х гг.». 2013. «Артефакт». Москва
- «Тайнопись Универсума. Б. А. Смирнов-Русецкий, П. П. Фатеев, М.Волошин». 2013. ЦДХ. Москва
- Меер Аксельрод: «В этих строках все: и что мечталось…». 2013. Государственный Литературный музей. Москва
- «Художники книги 1920—1940-е гг. А. Каневский, В. Лебедев, А. Софронова М. Аксельрод и др.». 2012. ЦДХ. Москва
- «Н.И. Шестопалов. «Предместья минувшего». 2012. ЦДХ. Москва
- «Москва Underground — абстрактная живопись 1960-х годов из собрания Александра Резникова». 2012. Ка’Фоскари Эспозициони. Венеция
- «Традиции русской графики XX века 1900—1950-е гг.». 2012. Всероссийский Историко-Этнографический Центр. Торжок
- «Иосиф Островский «Еврейские сны». 2012. Национальное Общество Искусств США
- Классик русской живописи А.П. Бубнов. 2012. Муромский историко-художественный музей
- «От Ледового побоища до Первой Мировой» П.Д. Корин, А.П. Бубнов, Ф.А. Рубо и др. 2012. ЦДХ. Москва
- «Борис Смирнов-Русецкий. Знаки Неба и Земли». 2011. Государственный Литературный музей. Москва
- «Книжная графика 1920—1930-х годов». 2011. Государственный Литературный музей (Дом Остроухова). Москва
- «Русская мифология в творчестве Александра Павловича Бубнова». Спецпроект в рамках XXIX антикварного салона. 2011. ЦДХ. Москва
- «Объединение «Амаравелла»: Петр Фатеев, Борис Смирнов-Русецкий, Серафим Павловский, Вера Яснопольская». 2011. ЦДХ. Москва
- «Приют спокойствия, трудов и вдохновенья». Мастер реалистического пейзажа Петр Петровичев. 2010. ЦДХ. Москва
- «Выставка шестидесятника Юрия Жарких», посвященная 36-летию «Бульдозерной выставки». Совместно с галереей Совком. 2010. ЦДХ. Москва
- «Живопись П.И. Петровичева из собрания галереи Веллум». 2011. Ростовский Кремль
- «Знаки Неба и Земли». Персональная выставка работ Бориса Смирнова-Русецкого. 2011. ЦДХ. Москва
- «Цветы для Примы». Работы на театральные темы, эскизы костюмов и декораций к известным балетам художников Т.Г. Бруни, Б.А. Успенского, В.Л. Яснопольской. 2011. ЦДХ. Москва
- «Александра Коновалова. Я вся — тона жемчужной акварели». 2010. Государственный Литературный музей. Москва
- «Сюрреалистические фантасмагории через поколения. Юло Соостер — графика 1970-х гг. Ольга Волгина-Эппле — живопись 2010-х гг.». 2010. «Артефакт». Москва
- «Михаил Рудаков. Графика 1940—1960 х гг.» 2010. ЦДХ. Москва
- Спецпроект, посвященный творчеству Петра Петровичева, в рамках XXVIII Российского Антикварного Салона. 2010. ЦДХ. Москва
- «Шолом-Алейхем в литографиях Анатолия Каплана». 2009. Государственный Литературный музей. Москва
- «Олег Гостев. 60-е — 70-е. Мотив». 2009. «Артефакт». Москва
- Тематическая экспозиция творчества Анатолия Каплана в рамках XXVI Российского Антикварного Салона. 2009. ЦДХ. Москва
- «Георгий Визель. Театр и куклы». 2009. «Артефакт». Москва
- «Абрам Моносзон. Мастер запрещенного жанра». 2009. Музей М.Шагала. Витебск
- «Скрипач на крыше. Иосиф Островский». 2008. ЦДХ. Москва
- «Юрий Жарких. Живопись». 2008. ЦДХ. Москва
- «105 лет со дня рождения Татьяны Бруни». 2007. ЦДХ. Москва
- «Илья Табенкин. Живопись». 2006. ЦДХ. Москва
- «Москва –Ташкент — Иерусалим». К 60-летию Государства Израиль. Государственный Музей Востока. 2006. Москва

## Издания
Издательская программа Агафоновой и галереи «Веллум» сосредоточена, в основном, на русских художниках XX века:
- «Прикоснувшиеся к Солнцу. В поисках стиля: авангард и реализм в среднеазиатском искусстве. 1920–1960-е годы». Москва. Дом русского зарубежья им. Александра Солженицына, Веллум. 2023. ISBN 978-5-98854-089-2. ISBN 978-5-6051074-0-8
- Николай Рябушинский: «Голубая роза» и «Золотое руно». Автор: Любовь Агафонова. Дом русского зарубежья имени Александра Солженицына. М., 2023
- Константин Коровин и его круг. Москва Париж. Каталог выставки. Вступительная статья «Созвездие Коровина». Дом русского зарубежья имени Александра Солженицына. М., 2022
- Айвазовский и его потомки: из уцелевших архивов. Революция – до и после. Семейное издательство Арендт. Галерея Веллум. М., 2022
- Александр Альтман. Романтика предместий. Каталог выставки.М.: Галерея Веллум — Дом русского зарубежья имени Александра Солженицына. М., 2022
- Владимир Яковлев. Портрет ветра. К 85-летию со дня рождения. Альбом приурочен к выставке художника. – М.: Виртуальная галерея, 2019
- Анатолий Зверев. Живопись. Графика. Каталог выставки. Галерея Веллум — Новый музей Аслана Чехоева. СПб., 2019
- Николай Иванович Шестопалов. Каталог. М., 2016
- Татьяна Маврина. «Вот оно какое — Подмосковье». М., 2015
- Митьки. Афоризмы. М., 2015
- Смирнов-Русецкий Б.С. Идущий. (Также Агафонова осуществила расшифровку и комментирование текста). М., 2013
- Пётр Петровичев (1874—1947). Серебряный день. Выставка, Открытый клуб, галерея Веллум. М., 2015
- Вера Русанова. «Мне завтра 70». М., 2014
- Табенкин, Илья Львович. Мысли художника. Свидетельства родных. Воспоминания современников. Московский музей современного искусства (ММОМА), Галерея Веллум. — М: Веллум, 2014. ISBN 978-5-9904833-2-3
- Александра Коновалова. Акварели. Каталог. М., 2013
- Арон Люмкис. Каталог работ. М., 2007
- Каталог выставки Виктора Уфимцева. М., 2007
- Антонина Федоровна Сафронова. М., 2005
- Ромм, Александр Георгиевич. Сборник статей о еврейских художниках / Галерея «Веллум». — М.: Астрея-центр, 2005 (Изд-во Астрея-центр). ISBN 5-98113-008-3
- Абрам Исаакович Моносзон. Живопись / вступит. ст. Валерий Станиславович Силаев; Галерея Веллум. — Москва: Петр Гач, 2004

## Награды
- Награда премии Константина Коровина «За вклад в сохранение и популяризацию памяти о великом русском художнике К.А. Коровине». 2024
- Благодарственная грамота прихода храма Новомучеников и исповедников Российских в Бутове была вручена Агафоновой Любови Леонидовне и галерее «Веллум» за ценные предметы, переданные в дар для основной экспозиции Музея Памяти пострадавших в Бутове. 2023
- Памятный знак «За сохранение культурного наследия» за огромный вклад в развитие искусства и культуры. От Дома русского зарубежья им. А.Солженицына. 2023
- Лауреат Национальной премии Российской академии искусств «Гордость эпохи» – «За выдающийся вклад в сохранение русской художественной культуры». 2021
- Медали РПЦ «В память 200-летия победы в Отечественной войне 1812 года», медаль ордена Св. князя Владимира и другие.
- Почетный академик РАХ (2019)[1]
- Дипломы и грамоты РАХ за сохранение творческого наследия российских художников; дипломы и грамоты ГРМ, Владимиро-Суздальского музея-заповедника, Государственного историко-археологического музея-заповедника Херсонес Таврический, Рязанского областного художественного музея им. Пожалостина, Государственного музея-заповедника «Ростовский Кремль», Муромского историко-художественного музея, Переславского историко-художественного музея, Всероссийского историко-этнографического музея г. Торжок, Государственного мемориального музея-заповедника «Ясная Поляна», Тарусской картинной галереи,Музейного Объединения Музей Москвы и др. за выставки и вклад в сохранение отечественной культуры.

## Авторские фильмы
- «Константин Коровин. Портрет любимых друзей». 2023. Режиссер Игорь Волосецкий, сценарий Ирины Кауфман по книге Л.Агафоновой «Созвездие Коровина». В фильме приняли участие искусствовед Любовь Агафонова, художники Андрей Бартенев и Вова Перкин, писатель и художник Павел Пепперштейн, солистка балета Мария Александрова[40]
- «Ловцы Солнца». 2023. Документальный фильм Валдиса Пельша, созданный по сценарию Любови Агафоновой и Юлии Вербицкой, по книге Л.Агафоновой «Прикоснувшиеся к Солнцу». Премьера состоялась 11 июня 2023 на 1 канале[41]
- Документальная авторская зарисовка «Коровин и Крым». 2021. Автор и продюсер Любовь Агафонова[42]
- «Константин Коровин – художник и личность». 2021. Фильм снят к 160-летию Константина Коровина. Автор и продюсер Любовь Агафонова[43]
- Фильм-интервью с Марией Плавинской из серии «Шестидесятые и шестидесятники», посвящённый художнику Дмитрию Плавинскому. 2021[44]
- «Берег лучших миров». 2016. Фильм о жизни и творчестве Александры Коноваловой. Автор идеи Любовь Агафонова[45]